# Tiên Thắng
Tiên Thắng là xã thuộc huyện Tiên Lãng, thành phố Hải Phòng, Việt Nam.

### Các thôn trực thuộc
1. Thôn Mỹ Lộc
2. Thôn Lộc Trù
3. Thôn Lộ Đông
4. Thôn Sơn Đông
5. Thôn Lộ Vẹt
6. Thôn Ngô Du

## Ranh giới hành chính
Xã Tiên Thắng nằm ở bờ nam sông Văn Úc, có địa giới như sau:
- Đông giáp xã Hùng Thắng, huyện Tiên Lãng.
- Nam giáp các xã Bắc Hưng, Tiên Minh, huyện Tiên Lãng.
- Tây giáp xã Toàn Thắng, huyện Tiên Lãng.
- Bắc giáp các xã Ngũ Phúc, Kiến Quốc, Tân Trào, huyện Kiến Thụy.